# Holden (Missouri)
Pour les articles homonymes, voir Holden.
Holden est une ville du comté de Johnson, dans le Missouri, aux États-Unis,. Située à l'ouest du comté, elle est fondée en 1857 et incorporée en 1861.

## Démographie
Lors du recensement de 2010, la ville comptait une population de 267 habitants. Elle est estimée, en 2017, à 268 habitants.

### Source de la traduction
- (en) Cet article est partiellement ou en totalité issu de l’article de Wikipédia en anglais intitulé « Holden, Missouri » (voir la liste des auteurs).